# Manfred Paul (Fußballspieler)
Manfred Paul (* 13. Februar 1939; † 5. April 2006 in Karlsruhe) war ein deutscher Fußballspieler, der als Torhüter der TSG Ulm 1846 und des Karlsruher SC von 1958 bis 1963 in der Fußball-Oberliga Süd 142 und von 1963 bis 1966 in der Fußball-Bundesliga beim KSC 62 Ligaspiele absolviert hat.

## Laufbahn

### Ulm, bis 1960
Hervorgegangen aus dem TSV Neu-Ulm spielte sich der Nachwuchstorhüter ab der Runde 1956/57 in das Gehäuse der in der 2. Liga Süd spielenden TSG Ulm 1846. Mit den „Spatzen“ erkämpfte er sich 1957/58 die Vizemeisterschaft und damit den Aufstieg in die Fußball-Oberliga Süd. An der Seite des Routiniers Siegfried Kronenbitter absolvierte der reaktionsschnelle Torhüter 1958/59 in der Oberliga Süd alle 30 Ligaspiele für Ulm und hatte wesentlichen Anteil an dem Erreichen des 13. Platzes und damit des Klassenerhaltes. Sein erstes Oberligaspiel bestritt Paul am 17. August 1958 beim überraschenden 3:2-Auswärtssieg zum Rundenstart gegen den klar favorisierten VfB Stuttgart. Auch beim 4:2-Heimerfolg am 16. November 1958 gegen den Südtitelverteidiger Karlsruher SC zeichnete sich der Ulmer Torhüter aus. Im zweiten Ulmer Oberligajahr, 1959/60, fehlte er nur in einem Spiel und konnte wiederum knapp mit der TSG die Klasse halten. Seine Klasseparaden in Serie am 25. Spieltag, den 13. März 1960, im Karlsruher Wildparkstadion gegen den Süd-Tabellenführer, Willy Reitgaßl glückte erst in der 90. Minute der 2:1-Siegtreffer gegen Ulm, war mitentscheidend für die Verpflichtung zur Runde 1960/61 durch den Süddeutschen Meister der Saison 1959/60, den Karlsruher SC.

### Karlsruhe, 1960 bis 1966
In Karlsruhe trat Manfred Paul das Torhütererbe von Rudi Fischer an. Unter Trainer Eduard Frühwirth erreichte der KSC 1960/61 den dritten Platz und der neue Torhüter hatte dabei in 23 Spielen im Tor der Badener gestanden. Bei seinem Ex-Verein eröffnete gleichzeitig Wolfgang Fahrian seine Torhüterkarriere,  Ulm stieg aber in die 2. Liga ab. Im letzten Jahr der alten erstklassigen Oberliga, 1962/63, belegte Karlsruhe mit der ehemaligen Mittelfeldgröße Kurt Sommerlatt als neuem Trainer, den fünften Tabellenplatz und war damit für die neue Fußball-Bundesliga ab der Saison 1963/64 qualifiziert. Paul hatte in den letzten zwei Jahren in der Süd-Oberliga alle 60 Spiele für den KSC bestritten. Er zeichnete sich vor allem durch seine großartigen Reflexe auf der Linie aus und bildete zusammen mit dem Verteidigerpaar Horst Saida, Gustav Witlatschil und der Läuferreihe Heinz Ruppenstein, Willi Rihm und Rolf Kahn den Rückhalt der KSC-Mannschaft.
Paul gehörte auch dem Kreis der Aktiven an, die am Debüttag der neuen Fußball-Bundesliga, den 24. August 1963, auf dem Platz gestanden haben. Die Karlsruher hatten es im mit erwartungsfrohen 40.000 Zuschauern gefüllten Wildparkstadion mit dem Meidericher SV zu tun. Man kannte in Baden den aus Enschede zurückgekehrten „Weltmeister“ Helmut Rahn und wunderte sich darüber, warum nicht Alemannia Aachen oder Fortuna Düsseldorf aus der Oberliga West nominiert worden waren, über Meiderich dagegen war im Süden wenig bis gar nichts bekannt, ebenso wenig über deren neuen Trainer Rudi Gutendorf. Der MSV spielte den Gastgeber in den ersten 90 Minuten der neuen Bundesliga an die Wand, gewann völlig verdient mit 4:1 Toren und der rechte Flügel mit Werner Krämer und dem „Altmeister“ Rahn versetzte die überforderte KSC-Abwehr in Angst und Schrecken. Die läuferische Überlegenheit der Mannschaft vom Niederrhein dokumentierte sich auch durch das bis dahin in Karlsruhe nicht gekannte „Riegel-System“ von Gutendorf. Mit viel Laufaufwand beteiligten sich die MSV-Verteidiger an der Offensive und im Gegenzug hatten die Stürmer bei gegnerischem Ballbesitz die Defensive zu verstärken. Am Rundenende wurde Meiderich völlig überraschend Vizemeister und dem KSC glückte gerade noch der Klassenerhalt. Paul kam auf 23 Einsätze, sein Vertreter Erich Wolf kam in sieben Spielen zum Einsatz. Das zweite Bundesligajahr 1964/65 konnte der KSC nicht besser gestalten, er kämpfte wieder von Beginn an nur um den Klassenerhalt, und die vielen Niederlagen gingen nicht spurlos am Rang des Stammtorhüters vorbei. Paul hütete in 18 und Wolf in 12 Spielen das KSC-Tor und Trainer Helmut Schneider löste ab dem 28. Januar 1965 Kurt Sommerlatt ab. Aber auch mit all diesen Personalrochaden kehrte der Erfolg nicht im Wildpark ein. Als die Bundesliga erstmals mit 18 Vereinen in der Runde 1965/66 antrat, brachte auch der erneute Trainerwechsel von Schneider hin zu Werner Roth, auch nur mit Mühe den rettenden 16. Rang zu Wege. Paul hatte in 21 Spielen, Wolf in sieben und der aus den eigenen Amateuren nachgerückte Siegfried Kessler in sechs Ligaspielen im Tor der Karlsruher gestanden. Das letzte Spiel für den KSC absolvierte Manfred Paul am 2. April 1966 bei der demoralisierenden 2:8-Niederlage beim MSV Duisburg, danach schlug die Stunde des ehrgeizigen und trainingsfleißigen Kessler.
Paul war durch seine schnellen Reflexe ein „Elfmetertöter“. Er hielt in der Bundesliga Strafstöße von Dieter Krafczyk, Wilhelm Huberts, Karl-Heinz Mülhausen, Jürgen Neumann und Günter Netzer.

### Ende der Laufbahn
Zur Runde 1966/67 schloss er sich den Stuttgarter Kickers in der Fußball-Regionalliga Süd an. Die Mannschaft vom Degerloch belegte mit dem vormaligen VfB-Meistertrainer Georg Wurzer hinter Kickers Offenbach, Bayern Hof und der SpVgg Fürth den vierten Rang. Paul absolvierte an der Seite von Herbert Dienelt, Horst Haug, Rudi Kröner, Dieter Schurr und Rolf Steeb 18 Spiele und wurde am Ende der Runde von Siegfried Gräter abgelöst. Er beendete seine aktive Laufbahn und übernahm als Trainer den FV Ötigheim in der 1. Amateurliga Südbaden.
Der gelernte technische Kaufmann war in seinem Zivilberuf lange Jahre bei der Mercedes-Niederlassung S & G in Karlsruhe beschäftigt.